# Играта на играчките (поредица)
„Играта на играчките“ е анимационна поредица по идея на Пиксар и се разпространява от The Walt Disney Company, началото на първия епизод на филма „Играта на играчките“. Поредицата се режисират от първия и втория от Джон Ласитър, а от третия от Лий Ънкрич, което е ко-режисьор от втория филм. От четирите филми, продуцирани от тоталния бюджет от $520 милиона, с героите Уди и Бъз, и второстепените герои Г-н Картоф, Г-жа Картофка, Рекс, Слинки, Хам, Барби, Булсай, Джеси, Боб Пийп, Зелените човечета и други играчки.

## Поредица
Играта на играчките (1995)
Играта на играчките (на английски: Toy Story) е американски анимационен филм, произведен от Пиксар и режисиран от Джон Ласитър, в които участват Том Ханкс и Тим Алън. Това е първият пълнометражен филм, направен изцяло с компютри.
Играта на играчките 2 (1999)
„Играта на играчките 2“ (на английски: Toy Story 2) е американски анимационен филм и продължение на „Играта на играчките“, разказващ за приключения група играчки, които оживяват, когато хората не са наоколо, за да ги видят. Продуциран е от Pixar Animation Studios и е режисиран от Джон Ласитър, Лий Ънкрич и Аш Бранън. Премиерата му е на 19 ноември 1999 г.
Играта на играчките 3 (2010)
„Играта на играчките 3“ (на английски: Toy Story 3 e американски 3-D анимационен филм от 2010 г. с режисьор Лий Ънкрич. Това е третият филм от поредицата „Играта на играчките“. Филмът е продуциран от Пиксар (Pixar Animation Studios) и се разпространява от Walt Disney Pictures. Премиерата му е на 18 юни 2010 г. „Играта на играчките 3“ печели положителни отзиви от филмовите критици.
Играта на играчките: Пътешествието (2019)
„Играта на играчките: Пътешествието“ (на английски: Toy Story 4) е американски анимационен филм от 2019 г. и четвъртият от поредицата „Играта на играчките“. Филмът е продуциран от Пиксар (Pixar Animation Studios) и разпространяван от Walt Disney Studios. Режисиран е от Джош Кули. Премиерата му е на 21 юни 2019 г.
Играта на играчките 5
„Играта на играчките 5“ е планирано продължение на „Играта на играчките: Пътешествието“, чиято подготовка е обявена от изпълнителния директор на „Дисни“ Боб Айгър през февруари 2023 г. Премиерата на филма се очаква през 2026 г.

## Герои и участие
| Герой           | Филм                                                                                                   | Сериал               | Озвучен от              | Озвучен на български от                |
| --------------- | --- | -------------------- | ----------------------- | -------------------------------------- |
| Уди             | Играта на играчките Играта на играчките 2 Играта на играчките 3 Играта на играчките 4                  | Баз светлинна година | Том Ханкс               | Васил Бинев Анислав Лазаров            |
| Баз             | Играта на играчките Играта на играчките 2 Играта на играчките 3 Играта на играчките 4                  | Баз светлинна година | Тим Алън                | Мариан Маринов                         |
| Джеси           | Играта на играчките 2 Играта на играчките 3 Играта на играчките 4                                      | Баз светлинна година | Джоан Кюсак             | Сивина Сивинова Златина Тасева         |
| Рекс            | Играта на играчките Играта на играчките 2 Играта на играчките 3 Играта на играчките 4                  | Баз светлинна година | Уолъс Шон               | Кирил Маричков                         |
| Г-н Картоф      | Играта на играчките Играта на играчките 2 Играта на играчките 3 Играта на играчките 4                  | Баз светлинна година | Дон Рикълс              | Николай Николаев                       |
| Слинки          | Играта на играчките Играта на играчките 2 Играта на играчките 3 Играта на играчките 4                  | Баз светлинна година | Джим Варни Блейк Кларк  | Румен Рачев Петър Върбанов             |
| Хам             | Играта на играчките Играта на играчките 2 Играта на играчките 3 Играта на играчките 4                  | Баз светлинна година | Джон Раценбъргър        | Велико Иванов Георги Стоянов           |
| Зелени човечета | Играта на играчките                                                                                    | Баз светлинна година | Джеф Пиджън             | Не е известно                          |
| Зелени човечета | Играта на играчките 2 Играта на играчките 3 Играта на играчките 4                                      | Баз светлинна година | Джеф Пиджън             | Живко Джуранов                         |
| Г-жа Картофка   | Играта на играчките 2 Играта на играчките 3 Играта на играчките 4                                      | Баз светлинна година | Естел Харис             | Ива Апостолова                         |
| Доли            | Играта на играчките 3                                                                                  |                      | Бони Хънт               | Симона Нанова                          |
| Барби           | Играта на играчките 2 Играта на играчките 3                                                            |                      | Джоди Бенсън            | Симона Нанова Саня Борисова            |
| Смрадливия Пийт | Играта на играчките 2                                                                                  |                      | Келси Грамър            | Пламен Сираков                         |
| Кен             | Играта на играчките 3                                                                                  |                      | Майкъл Кийтън           | Николай Илиев                          |
| Анди            | Играта на играчките Играта на играчките 2 Играта на играчките 3                                        |                      | Джон Морис              | Жоица Флорова Стефан Попов Иван Велчев |
| Майката на Анди | Играта на играчките Играта на играчките 2 Играта на играчките 3                                        |                      | Лори Меткалф            | Таня Димитрова Петя Абаджиева          |
| Трикси          | Играта на играчките 3                                                                                  |                      | Кристен Шол             | Цветослава Симеонова                   |
| Лоцо            | Играта на играчките 3                                                                                  |                      | Нед Бийти               | Стефан Данаилов                        |
| Г-н Бодливко    | Играта на играчките 3                                                                                  |                      | Тимъти Далтън           | Тодор Георгиев                         |
| Император Зърг  | Играта на играчките 2 Играта на играчките 3 (кратка поява) Баз светлинна година: Приключението започва | Баз светлинна година | Андрю Стантън Уейн Найт | Петър Върбанов                         |